# Arvid Claes Johanson
Arvid Claes Johanson, né le 29 mai 1862 à Stockholm et mort le 25 mars 1923 à Épinay-sur-Seine, est un peintre suédois.

## Parcours
Arvid Claes William Johanson est le fils de Jean Johansson, peintre de marine, et de Sophie Wersterholm.
Il étudie la peinture à Stockholm et Düsseldorf, puis émigre en France.
Divorcé de Charlotte Guibert, il épouse en 1894 Charlotte Lucas, sœur du peintre E. Charle Lucas. Leur fils John sera peintre également.
En 1898, il devient peintre officiel de la Marine.
Domicilié à Berck, il meurt à Épinay-sur-Seine à l'âge de 60 ans.

## Distinction
Arvid Claes Johanson est fait chevalier de la Légion d'honneur, puis officier[Quand ?].